# والتر شنايدر (مغني)
والتر شنايدر (بالألمانية: Walter Schneider)‏ هو مغني ومغني أوبرا ألماني، ولد في 1878، وتوفي في 1935.